# Tyschkiwka (Nowoukrajinka, Nowomyrhorod)
Tyschkiwka (ukrainisch Тишківка, russisch Тишковка Tischkowka) ist ein Dorf in der Zentralukraine und liegt in Rajon Nowoukrajinka in der Oblast Kirowohrad.

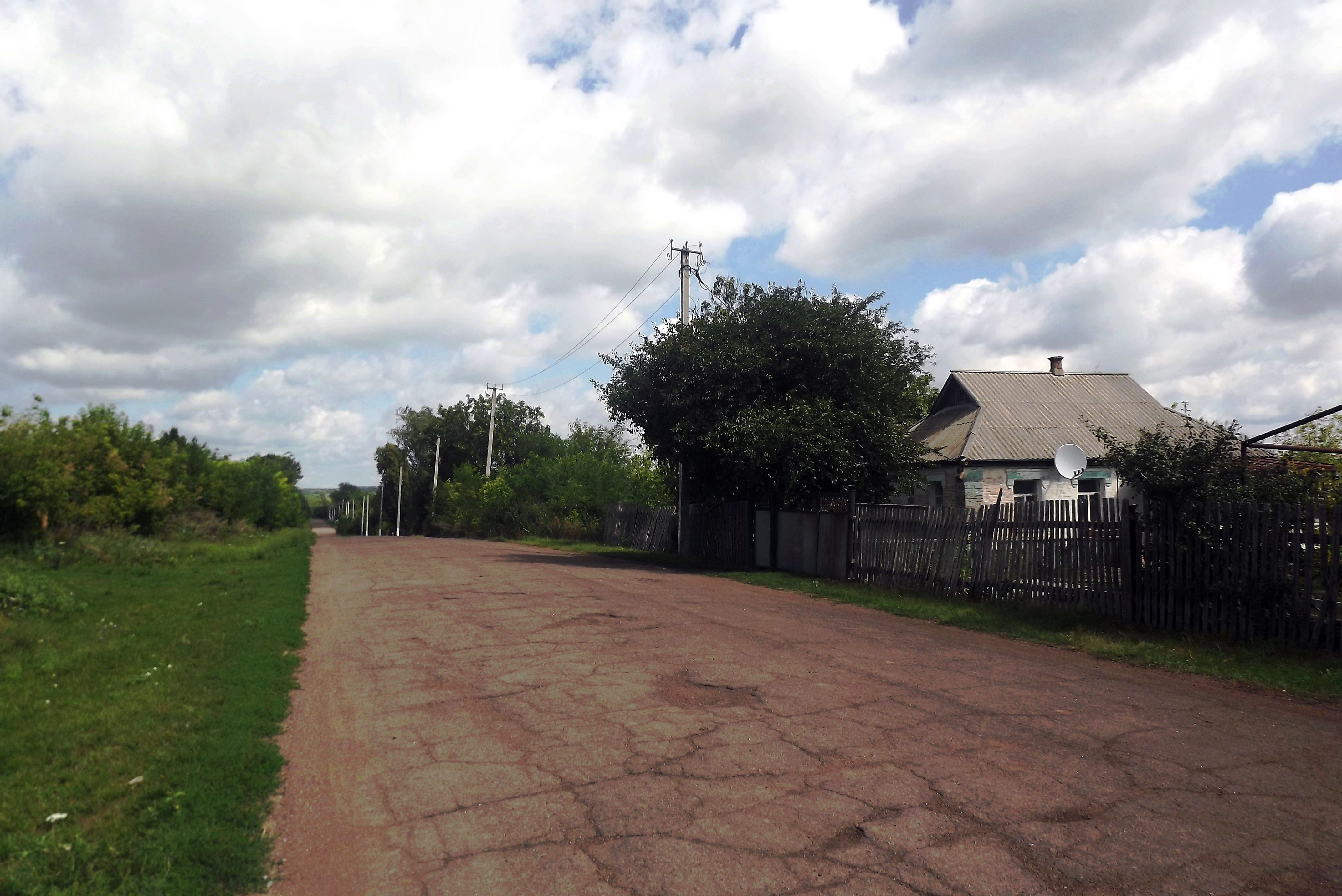
Blick in den Ort

## Geschichte
Ein genaues Datum der Dorfgründung ist nicht bekannt. Es wird geschätzt, dass die Siedlung zwischen den Jahren 1600 und 1650 gegründet wurde. 

## Geographie
Tyschkiwka liegt im Norden der Oblast Kirowograd am Fluss Welyka Wys auf einer Höhe von 191 Meter über dem Meeresspiegel.
Am 12. Juni 2020 wurde das Dorf ein Teil der neugegründeten Stadtgemeinde Nowomyrhorod, bis dahin bildete es die gleichnamige Landratsgemeinde Tyschkiwka (Тишківська сільська рада/Tyschkiwska silska rada) im Norden des Rajons Nowomyrhorod.
Am 17. Juli 2020 kam es im Zuge einer großen Rajonsreform zum Anschluss des Rajonsgebietes an den Rajon Nowoukrajinka.